# Toholji
Toholji su naseljeno mjesto u općini Foči, Republika Srpska, BiH. Nalaze se sjeverno od rijeke Tare, kod granice s Crnom Gorom, između rječica Šipčanice, Ljutnice i Putiškog potoka.
Godine 1962. pripojeno im je naselje Zlatni Bor (Sl.list SRBiH 47/62).

## Stanovništvo
| Narod     | Popis 1961. | Popis 1971. | Popis 1981. | Popis 1991. |
| --------- | ----------- | ----------- | ----------- | ----------- |
| Hrvati    | 1           |             |             | 1           |
| Muslimani | 179         | 153         | 63          | 40          |
| Srbi      | 9           | 106         | 81          | 60          |
| ostali    | 7           |             |             |             |
| Ukupno    | 196         | 259         | 144         | 101         |